# 克林頓 (紐約州奧奈達縣)
克林頓（英語：Clinton）是位於美國紐約州奧奈達縣的村。

## 人口
根據2020年美國人口普查的數據，克林頓的面積為1.62平方千米，皆為陸地。當地共有人口1683人，而人口密度為每平方千米1,039人。